# Kristiyan Uzunov
Kristiyan Uzunov (tiếng Bulgaria: Кристиян Узунов; sinh 4 tháng 2 năm 1989) là một cầu thủ bóng đá Bulgaria thi đấu ở vị trí hậu vệ cho Vitosha Bistritsa. Anh được nuôi dưỡng ở đội trẻ CSKA Sofia.
Anh ra mắt chính thức cho CSKA trong trận đấu cuối cùng mùa giải 2008-09 ở Bulgarian A PFG (Professional Football Group) trước Lokomotiv Mezdra.

## Sự nghiệp quốc tế
Uzunov từng là thành viên của Đội tuyển bóng đá U-19 quốc gia Bulgaria. Cùng với đội bóng, anh tham gia Giải bóng đá U-19 vô địch châu Âu 2008 ở Cộng hòa Séc.